# Libertad (Antique)
Libertad (Bayan ng Libertad) är en kommun i Filippinerna. Kommunen ligger på ön Panay, och tillhör provinsen Antique. Folkmängden uppgår till 16 429 invånare år 2015.

## Barangayer
Libertad är indelat i 19 barangayer.
| - Barusbus - Bulanao - Cubay - Codiong - Igcagay - Inyawan - Lindero - Maramig - Pucio - Pajo | - Panangkilon - Paz - Centro Este (Pob.) - Centro Weste (Pob.) - San Roque - Tinigbas - Tinindugan - Taboc - Union |